# CAP-CRM Prize
Der CAP-CRM Prize in Theoretical and Mathematical Physics ist ein Preis des Centre de Recherches Mathématiques (CRM) der Universität Montreal und der Canadian Association of Physicists (CAP) in theoretischer und mathematischer Physik. Der Preisträger, der seine Arbeit größtenteils in Kanada erbracht haben sollte, hält einen Vortrag auf dem jährlichen Kongress der CAP. Der Preis ist mit 2000 Dollar dotiert und mit einer Medaille verbunden.

## Preisträger
- 1995 Werner Israel
- 1996 William Unruh
- 1997 Ian Affleck
- 1998 J. Richard Bond
- 1999 David J. Rowe
- 2000 Gordon W. Semenoff
- 2001 André-Marie Tremblay
- 2002 Pavel Winternitz
- 2003 Matthew Choptuik
- 2004 Jiří Patera
- 2005 Robert C. Myers
- 2006 John Harnad
- 2007 Joel Feldman
- 2008 Richard Cleve
- 2009 Hong Guo
- 2010 Clifford Burgess
- 2011 Robert Brandenberger
- 2012 Luc Vinet
- 2013 nicht verliehen
- 2014 Mark Van Raamsdonk
- 2015 Charles Gale
- 2016 Freddy Cachazo
- 2017 Raymond Laflamme
- 2018 Ariel Zhitnitsky
- 2019 Jaume Gomis
- 2020 nicht verliehen
- 2021 Robert Raußendorf
- 2022 David London
- 2023 Yanqin Wu
- 2024 Bianca Dittrich
- 2025 Alexander Maloney